# Trélex
Trélex ist eine politische Gemeinde im Distrikt Nyon des Kantons Waadt in der Schweiz.

## Wappen
Das Wappen von Trélex zeigt einen goldenen Worfelkorb (mit dem das gedroschene Getreide in die Luft geworfen wird, um die Spreu vom Weizen zu trennen) auf rotem Grund.

## Geographie
Trélex liegt auf 508 m ü. M., 4,5 km nördlich des Bezirkshauptortes Nyon (Luftlinie). Das Dorf erstreckt sich am Jurasüdfuss, an einem leicht nach Südosten geneigten Hang, in aussichtsreicher Lage rund 130 m über dem Seespiegel des Genfersees.
Die Fläche des 5,7 km² grossen Gemeindegebiets umfasst einen Abschnitt am Jurasüdfuss. Der Gemeindeboden erstreckt sich von der Ebene am Jurafuss nach Nordwesten über den Hang von Trélex bis in das Waldgebiet Bois de Trélex am Osthang der La Dôle. Hier wird mit 760 m ü. M. der höchste Punkt der Gemeinde erreicht. Die westliche Begrenzung bildet meist die Hauptstrasse von Nyon nach Saint-Cergue, die östliche Grenze verläuft im Tal der Colline. Von der Gemeindefläche entfielen 1997 14 % auf Siedlungen, 33 % auf Wald und Gehölze und 53 % auf Landwirtschaft.
Zu Trélex gehören ausgedehnte Einfamilienhausquartiere. Nachbargemeinden von Trélex sind Nyon, Duillier, Givrins, Saint-Cergue, Gingins und Grens.

## Bevölkerung
Mit 1449 Einwohnern (Stand 31. Dezember 2023) gehört Trélex zu den mittelgrossen Gemeinden des Kantons Waadt. Von den Bewohnern sind 80,0 % französischsprachig, 8,6 % deutschsprachig und 8,4 % englischsprachig (Stand 2000). Die Bevölkerungszahl von Trélex belief sich 1900 auf 305 Einwohner. Nach 1960 (301 Einwohner) setzte eine rasante Bevölkerungszunahme mit einer Vervierfachung der Einwohnerzahl innerhalb von 40 Jahren ein.

## Wirtschaft
Trélex war bis Mitte des 20. Jahrhunderts ein hauptsächlich durch die Landwirtschaft geprägtes Dorf. Unterhalb des Dorfes gibt es zwei kleine Weinbaugebiete (angebaut wird hier vor allem der Chasselas, zu deutsch Gutedel), ansonsten konzentriert sich die Landwirtschaft dank der fruchtbaren Böden auf den Ackerbau. Weitere Arbeitsplätze sind im lokalen Gewerbe und im Dienstleistungssektor vorhanden. In den letzten Jahrzehnten hat sich das Dorf dank seiner attraktiven Lage zu einer Wohngemeinde entwickelt. Viele Erwerbstätige sind Wegpendler, die vor allem in Nyon und in Genf arbeiten.

## Verkehr
Die Gemeinde liegt zwar abseits grösserer Durchgangsstrassen, ist aber verkehrstechnisch trotzdem gut erschlossen. Der Autobahnanschluss Nyon an der A1 (Genf-Lausanne) ist nur rund 3 km vom Ort entfernt. Am 12. Juli 1916 wurde die Eisenbahnlinie Nyon–Saint-Cergue (von den Einwohnern liebevoll «le petit train rouge» genannt, «der kleine rote Zug») mit einem Bahnhof in Trélex in Betrieb genommen.

## Geschichte
Archäologische Ausgrabungen haben ergeben, dass bereits in der Antike auf dem heutigen Gemeindegebiet eine römische Villa existierte. Am nördlichen Dorfrand kann man zudem heute noch die Überreste eines römischen Befestigungswalls sehen. Die erste urkundliche Erwähnung des Ortes erfolgte 1145 unter dem Namen Trailai, 1296 erschien die Bezeichnung Trelai (was so viel bedeutet wie «jenseits des Waldes»). Während des Mittelalters gehörte Trélex zur Herrschaft Gingins, die Dorfkirche unterstand der Zisterzienserabtei Bonmont. Mit der Eroberung der Waadt durch Bern im Jahr 1536 kam das Dorf unter die Verwaltung der Vogtei Nyon. Nach dem Zusammenbruch des Ancien Régime gehörte Trélex von 1798 bis 1803 während der Helvetik zum Kanton Léman, der anschliessend mit der Inkraftsetzung der Mediationsverfassung im Kanton Waadt aufging. 1798 wurde es dem Bezirk Nyon zugeteilt.
Besondere Bedeutung besass Trélex bis zum Ende des 19. Jahrhunderts dadurch, dass es die letzte Poststation vor dem Jurapass Col de la Givrine (bei Saint-Cergue) auf der Strasse von Nyon nach Paris (die bereits in der Antike existierte) war. In Trélex mussten zusätzliche Pferde vor die Postkutschen gespannt werden, um den steilen Aufstieg zu schaffen. Diese Reiseroute war sehr stark frequentiert und sogar Johann Wolfgang von Goethe hat, wie er am 27. Oktober 1779 in seinen „Briefen aus der Schweiz“ schreibt, das Dorf auf diesem Weg von Saint-Cergue nach Nyon passiert und dürfte damit der wohl prominenteste Besucher von Trélex gewesen sein.

## Sehenswürdigkeiten
Die reformierte Pfarrkirche von Trélex befindet sich etwas ausserhalb des Ortes. Im alten Ortskern sind einige Bauernhäuser aus dem 17. bis 19. Jahrhundert erhalten. Am Dorfplatz steht ein Glockenturm. Die Dorfgaststätte (Auberge Communale), die ehemalige Poststation, ist in der ganzen Region für ihre gute Küche bekannt. Im Norden des Dorfes befindet sich die alte Poststrasse nach Paris, auf der man noch heute bis Saint-Cergue wandern kann.

## Persönlichkeiten
- Bernhard Perceval von Wattenwyl (1877–1924), Privatier und Grosswildjäger
- Jean Binet (1893–1960), Komponist und Musiker lebte ab 1929 in Trélex
- Gianni Infantino (* 1970), Fussballfunktionär
- Gaël Monfils (* 1986), Tennisspieler